# Nils Seufert
Nils Seufert (ur. 3 lutego 1997 w Mannheim) – niemiecki piłkarz występujący na pozycji pomocnika w niemieckim klubie Arminia Bielefeld.

## Kariera klubowa

### 1. FC Kaiserslautern
W 2011 dołączył do akademii 1. FC Kaiserslautern. 1 lipca 2015 został przesunięty do zespołu rezerw. Zadebiutował 5 września 2015 w meczu Fußball-Regionalligi przeciwko TSG 1899 Hoffenheim II (0:0). Pierwszą bramkę zdobył 27 marca 2016 w meczu ligowym przeciwko Eintrachtowi Trewir (3:0). 1 lipca 2016 został przesunięty do pierwszego zespołu. Zadebiutował 25 października 2017 w meczu Pucharu Niemiec przeciwko VfB Stuttgart (1:3). W 2. Bundeslidze zadebiutował 28 października 2017 w meczu przeciwko SSV Jahn Regensburg (3:1).

### Arminia Bielefeld
1 lipca 2018 podpisał kontrakt z klubem Arminia Bielefeld. Zadebiutował 5 sierpnia 2018 w meczu 2. Bundesligi przeciwko 1. FC Heidenheim (1:1). W sezonie 2019/20 jego zespół zajął pierwsze miejsce w tabeli i awansował do najwyższej ligi. W Bundeslidze zadebiutował 17 października 2020 w meczu przeciwko Bayernowi Monachium (1:4).

## Statystyki

### Klubowe
(aktualne na dzień 26 stycznia 2021)
| Klub                    | Sezon              | Liga                 | Liga  | Liga   | Puchar kraju | Puchar kraju | Suma  | Suma   |
| Klub                    | Sezon              | Liga                 | Mecze | Bramki | Mecze        | Bramki       | Mecze | Bramki |
| ----------------------- | ------------------ | -------------------- | ----- | ------ | ------------ | ------------ | ----- | ------ |
| 1. FC Kaiserslautern II | 2015/16            | Fußball-Regionalliga | 16    | 1      | –            | –            | 16    | 1      |
| 1. FC Kaiserslautern II | 2016/17            | Fußball-Regionalliga | 29    | 4      | –            | –            | 29    | 4      |
| 1. FC Kaiserslautern II | 2017/18            | Oberliga             | 7     | 2      | –            | –            | 7     | 2      |
| 1. FC Kaiserslautern II | Ogólnie            | Ogólnie              | 52    | 7      | 0            | 0            | 52    | 7      |
| 1. FC Kaiserslautern    | 2017/18            | 2. Bundesliga        | 20    | 0      | 1            | 0            | 21    | 0      |
| 1. FC Kaiserslautern    | Ogólnie            | Ogólnie              | 20    | 0      | 1            | 0            | 21    | 0      |
| Arminia Bielefeld       | 2018/19            | 2. Bundesliga        | 20    | 0      | 2            | 0            | 22    | 0      |
| Arminia Bielefeld       | 2019/20            | 2. Bundesliga        | 15    | 0      | 2            | 0            | 17    | 0      |
| Arminia Bielefeld       | 2020/21            | Bundesliga           | 10    | 0      | 0            | 0            | 10    | 0      |
| Arminia Bielefeld       | Ogólnie            | Ogólnie              | 45    | 0      | 4            | 0            | 49    | 0      |
| Ogólnie w karierze      | Ogólnie w karierze | Ogólnie w karierze   | 117   | 7      | 5            | 0            | 122   | 7      |

## Sukcesy

### Arminia Bielefeld
- Mistrzostwo 2. Bundesligi (1×): 2019/2020